# Heinrich Bruns
Heinrich Bruns (1848-1919) va ser un matemàtic alemany.
Bruns va estudiar a partir de 1865 a la universitat de Berlín, obtenint el doctorat el 1871. Després de graduar-se va treballar com calculista al Observatori Central de Púlkovo (Sant Petersburg) i el 1873 va passar al observatori de Dorpat, actual Tartu (Estònia). De 1876 a 1882 va ser professor de matemàtiques a la universitat de Berlín. El 1882 va ser nomanat catedràtic de la universitat de Leipzig i director del seu observatori astronòmic, càrrecs que va mantenir fins a la seva mort.
Bruns va fer recerca en astronomia, geodèsia i matemàtiques. Amb la seva obra sobre el problema dels tres cossos (1887), va demostrar que no es podien expressar les quantitats d'energia i moment angular conservats en forma de funcions algebraiques de les velocitats i les posicions dels tres cossos, avançant-se a la teoria més general sobre l'estabilitat que va formular Henri Poincaré uns anys més tard.
El 1895 va presentar la seva teoria eikonal, amb la que pretenia explicar la formació de les imatges òptiques, treball que va tenir certa influència en la creació de la mecànica ondulatòria. Aquests treballs en òptica geomètrica van ser compartits amb l'empresa Carl Zeiss de Jena.